# Carta Internacional de la Educación Física, la Actividad Física y el Deporte
La Carta Internacional de la Educación Física, la Actividad Física y el Deporte es un documento inspirado en los derechos humanos que fue adoptado por los Estados miembros de la Organización de las Naciones Unidas para la Educación, la Ciencia y la Cultura (UNESCO), el 18 de noviembre de 2015 durante de la 38.ª sesión de la Conferencia General de la UNESCO. Este documento es el legítimo sucesor de la Carta Internacional de la Educación Física y el Deporte,  adoptada originalmente en 1978, durante la 20.ª Conferencia General de la UNESCO. La Carta está disponible en 6 idiomas: árabe, mandarín, español, francés, inglés y ruso.
La Carta original, enmendada en 1991, fue el primer documento inspirado en los derechos humanos en declarar que “la práctica de la educación física y del deporte es un derecho fundamental de todos.”

## Objetivos
En doce artículos breves, la Carta revisada sirve como referente universal en materia de estándares éticos y cualitativos de la educación física, la actividad física y el deporte.
La Carta reconoce también el papel de la educación física como impulsor de la promoción de la igualdad de género, la inclusión social, la no discriminación y el diálogo permanente en nuestras sociedades.
La Directora-General de la UNESCO, Irina Bokova declaró: “La adopción de la Carta revisada supone un cambio claro: pasar de las palabras a la acción, de la intención política a la implementación. La Carta marca la nueva pauta a seguir en los debates internacionales sobre políticas deportivas. Estos deberían centrarse a partir de ahora en el intercambio de buenas prácticas, la educación y los programas de formación, el desarrollo de capacidades y su promoción. Se trata también de reconocer el papel de la educación física para fomentar la promoción de la igualdad de género, la inclusión social, la no discriminación y el diálogo permanente en nuestras sociedades.”

### El acceso al deporte es un derecho fundamental de todos
Artículo 1 – La práctica de la educación física, la actividad física y el deporte es un derecho fundamental para todos.

### Valores y beneficios del deporte
Artículo 2 – La educación física, la actividad física y el deporte pueden reportar una amplia gama de beneficios a las personas, las comunidades y la sociedad en general.
Artículo 11 – La educación física, la actividad física y el deporte pueden desempeñar un papel importante en la consecución de los objetivos relativos al desarrollo, la paz y las situaciones posteriores a conflictos o desastres.

### Los principios de calidad y de ética
Artículo 4 – Los programas de educación física, actividad física y deporte deben suscitar una participación a lo largo de toda la vida.
Artículo 5 – Todas las partes interesadas
deben procurar que sus actividades sean económica, social y medioambientalmente sostenibles.
Artículo 6 – La investigación, los datos empíricos y la evaluación son componentes indispensables para el desarrollo de la educación física, la actividad física y el deporte.
Artículo 7 – Las actividades de enseñanza, entrenamiento y administración relacionadas con la educación física, la actividad física y el deporte deben encomendarse a un personal cualificado.
Artículo 8 – Es indispensable que la educación física, la actividad física y el deporte dispongan de espacios, instalaciones y equipos adecuados.
Artículo 9 – La seguridad y la gestión de los riesgos son condiciones necesarias para una
oferta de calidad.
Artículo 10 – La protección y promoción de la integridad y los valores éticos de la educación física, la actividad física y el deporte deben ser una preocupación permanente para todos.

### Los roles de los diferentes actores
Artículo 3 – Todas las partes interesadas deben participar en la creación de una visión estratégica que determine las opciones y prioridades en materia de políticas.
Artículo 12 – La cooperación internacional es un requisito previo para aumentar el alcance y los efectos de la educación física, la actividad física y el deporte.

## Aplicaciones
El proyecto sobre políticas de educación física de calidad ilustra cómo los principios y recomendaciones promovidos por la Carta se pueden traducir en indicadores, estudios comparativos y herramientas.

## Autores de la Revisión
Varios expertos y profesionales gubernamentales, de organizaciones deportivas, del sector académico y de ONGs han estado implicados en la revisión de la Carta. La nueva versión contiene aportes del Comité Intergubernamental para la Educación Física y el Deporte (CIGEPS) y de su Comité Consultativo Permanente (CCP), así como del Comité Ejecutivo de la UNESCO. Esta revisión sigue las recomendaciones de la Declaración de Berlín, adoptada por 600 participantes de 121 países, al cabo de la 5ª Conferencia internacional de ministros y altos funcionarios encargados de la educación física y el deporte (MINEPS V). 

### MINEPS
Creada en 1976, la Conferencia Internacional de Ministros y Altos Funcionarios Encargados de la Educación Física y el Deporte (MINEPS) es un foro que facilita el intercambio de conocimientos técnicos e intelectuales en materia de educación física y deporte. MINEPS también sirve como un mecanismo institucional para una estrategia internacional coherente en este ámbito.
Cabe subrayar que es la única plataforma global de este tipo, que implica a gobiernos, organizaciones intergubernamentales, el movimiento deportivo, académicos y organizaciones no gubernamentales especializadas.

### CIGEPS
El Comité Intergubernamental para la Educación Física y el Deporte (CIGEPS) fue establecido en 1978 para desarrollar el papel y el valor del deporte y para promover su inclusión en políticas públicas. El CIGEPS está compuesto por representantes de 18 Estados miembros de la UNESCO, expertos de la educación física y del deporte, elegidos para un mandato de 4 años.
En 2015, el CIGEPS cuenta con los siguientes Estados miembros de la UNESCO :
- Alemania
- Azerbaiyán
- Brasil
- Catar
- Colombia
- República del Congo
- Dinamarca
- Indonesia
- Irán
- Madagascar
- Malasia
- México
- Omán
- Rusia
- Sudáfrica
- Turquía
- Ucrania
- Yemen

### Consejo consultativo permanente (CCP)
El Consejo consultativo permanente (CCP), formado por federaciones deportivas claves, organismos de la ONU y ONGs, aporta un soporte técnico y aconsejó el Comité.
- Consejo Internacional de la Educación Física y Ciencias del Deporte (CIEPSS)[8]
- Comité Olímpico Internacional (COI)
- Comité Paralímpico Internacional (CPI)
- SportAccord
- Fondo de las Naciones Unidas para la Infancia (UNICEF)
- Programa de las Naciones Unidas para el Desarrollo (PNUD)
- Programa de las Naciones Unidas para el Medio Ambiente (PNUMA)
- Oficina del Pacto Global de las Naciones Unidas
- Oficina de las Naciones Unidas sobre el Deporte para el Desarrollo y la Paz (UNOSDP)[9]
- ONU Mujeres
- Organización Mundial de la Salud (OMS)
- Asociación de Comités Olímpicos Nacionales (ACNO)
- Federación Internacional de Fútbol Asociación (FIFA)
- Federación Internacional de Natación (FINA)
- Federación Internacional del Deporte Universitario (FISU)[10]
- Havas Sports and Entertainment
- Instituto de Relaciones Internacionales y Estratégicas (IRIS)[11]
- Asociación Internacional de Federaciones de Atletismo (IAAF)
- Unión Internacional de Biatlón (IBU)
- Comité Internacional Fair Play[12]
- Comité Internacional Pierre de Coubertin[13]
- Grupo de Trabajo Internacional Mujer y Deporte[14]
- Peace and Sport[15]
- PL4Y International[16]
- Play the Game[17]
- Right to Play[18]
- Asociación Mundial de Deporte Para Todos (TAFISA)[19]
- Agencia Mundial Antidopaje (AMA)
- Federación Mundial de la Industria de Artículos Deportivos (WFSGI)[20]